# Johannes Merkel (1819–1861)
Paul Johannes Merkel, född 1 augusti 1819 i Nürnberg, död 19 december 1861 i Halle an der Saale, var en tysk rättshistoriker. Han var son till Paul Wolfgang Merkel och far till Johannes Merkel. 
Merkel verkade först som praktisk jurist, men efter att hans vetenskapliga intresse väckts genom studiet av Friedrich Carl von Savigny företog han 1845–47 en resa till Italien för att undersöka bibliotekens och arkivens skatter, särskilt vad gällde langobardisk rätt. År 1847 blev han juris doktor i Erlangen, 1850 privatdocent i Berlin, 1851 extra ordinarie professor i Königsberg, 1852 ordinarie professor i Halle an der Saale. 
Som inledning till sin utgåva av Lex Alamannorum (Monumenta Germaniæ historica. Leges, III, 1851) publicerade Merkel, nära förbunden med Georg Heinrich Pertz och Friedrich Bluhme, avhandlingen De republica Alamannorum (1849), i realiteten en schwabisk rätts- och författningshistoria; dessa arbeten supplerades med Lex Salica (1850, med företal av Jacob Grimm), Lex Angliorum et Werinorum h.e. Thuringorum (1851), Lex Saxonum (1853) samt Lex Baiuwariorum (Monumenta Germaniæ historica. Leges III, 1861). 
Merkel utförde en pionjärgärning genom sin banbrytande granskning av den langobardiska rätten, sin lärare Savigny tillägnade han Die Geschichte des Langobardenrechts. Eine Abhandlung. Als Beitrag zu Savigny's Geschichte des römischen Rechts in Mittelalter (1850); 1856 utgav han en kommenterad samling sicilianska rätskällor. 
Merkel skrev även artiklar i bland annat "Zeitschrift für Rechtsgeschichte", vilken han stiftade 1861 tillsammans med Adolf August Friedrich Rudorff, Karl Georg Bruns, Paul von Roth och Hugo Böhlau. Han författade även en rad småskrifter om religiösa och kyrkliga frågor, till exempel Das lutherisch-kirchliche Verein der k. preussischen Provinz Sachsen (1856) och Gregorius Heimburger und Lazarus Spengler (1856). Familjens konstföremål, bland annat en värdefull Dürersamling, skänkte han till den av honom inrättade Paul Wolfgang Merkels familjestiftelse i Nürnberg.